# Sarah Davies
Sarah Davies (Preston, 19 de agosto de 1992) es una deportista británica que compite en halterofilia.
Ganó una medalla de plata en el Campeonato Mundial de Halterofilia de 2021 y tres medallas en el Campeonato Europeo de Halterofilia entre los años 2021 y 2025.
Participó en los Juegos Olímpicos de Tokio 2020, ocupando el quinto lugar en la categoría de 64 kg.

## Palmarés internacional
| Campeonato Mundial | Campeonato Mundial   | Campeonato Mundial | Campeonato Mundial |
| Año                | Lugar                | Medalla            | Categoría          |
| ------------------ | -------------------- | ------------------ | ------------------ |
| 2021               | Taskent (Uzbekistán) | Medalla de plata   | 71 kg              |
| Campeonato Europeo |                      |                    |                    |
| Año                | Lugar                | Medalla            | Categoría          |
| 2021               | Moscú (Rusia)        | Medalla de plata   | 64 kg              |
| 2023               | Ereván (Armenia)     | Medalla de bronce  | 71 kg              |
| 2025               | Chisináu (Moldavia)  | Medalla de oro     | 64kg               |